# Deponia
Deponia – komputerowa gra przygodowa typu wskaż i kliknij stworzona przez niemiecką firmę Daedalic Entertainment i wydana 27 stycznia 2012 roku.
Deponia spotkała się z przeciętnym odbiorem ze strony recenzentów. Otrzymała średnią ocenę 74/100 punktów według serwisu Metacritic.

## Fabuła
Deponia to planeta-śmietnisko, istniejąca w cieniu podniebnego miasta Elysium. Mieszkańcy Elysium nie muszą pracować i prowadzą beztroskie oraz dostatnie życie. Rufus – samolubny, egocentryczny i wiecznie wpadający w kłopoty główny bohater – postanawia opuścić swoją planetę i za wszelką cenę dostać się do podniebnego miasta. W momencie, gdy już prawie mu się to udaje, na jego drodze staje piękna i tajemnicza Goal.
Gra podzielona jest na trzy akty, które rozpoczynają się od krótkiej, humorystycznej ballady w wykonaniu narratora gry. Każdy akt ma miejsce w innej przestrzeni Deponii – w pierwszym gracz pozna rodzinne miasto Rufusa, Kuwaq, w drugiej zwiedza kopalnie, w trzeciej, czyli finalnej, trafia do wieży na stacji mającej połączenie z Elysium.

## Bohaterowie
- Rufus – mieszkaniec miasta Kuvaq w świecie Deponia. Jest egoistycznym, narcystycznym fajtłapą, którego jedynym calem w życiu jest dotarcie do Elizjum – podniebnego miasta, w którym ma nadzieję żyć beztrosko do końca swych dni. Nie liczy się z nikim i niczym, wykorzystując innych mieszkańców Kuvaq. Jego charakter zaczyna zmieniać się pod wpływem poznania Goal – mężczyzna postrzega siebie jako rycerza dziewczyny, dzięki czemu na światło dzienne wychodzą jego pozytywne cechy charakteru.
- Goal – piękna mieszkanka podniebnego statku Elizjum. Jest nieprzytomna przez większą część gry,  jednak gdy jest świadoma, zachowuje się jak dobra i uczciwa osoba. Jej narzeczonym jest Kletus, jednak pod wpływem wydarzeń w grze, zaczyna wątpić w moralność swojego wybranka.
- Kletus – bliźniaczo podobny do Rufusa mieszkaniec Elizjum. Jest tak samo wątpliwy moralnie jak Rufus, jednak w odróżnieniu do głównego bohatera nie ulega przemianie i pozostaje wierny swoim egoistycznym planom.
- Argus – dowódca grupy Organon, tyranizującej Deponię.
- Doktorek – nieco ekscentryczny mechanik, który sympatyzuje z Rufusem.
- Bozo – kapitan statku handlowego.

## Kontynuacje
12 października 2012 wydano kontynuację gry zatytułowaną Chaos on Deponia. Trzecia część serii, Goodbye Deponia, miała swoją premierę 15 października 2013. Ostatnią część pt. Deponia Doomsday wydano 1 marca 2016.